# 18.º Exército (Alemanha)
O 18º Exército foi formado em 4 de Novembro de 1939 a partir da redesignação do Grenzschutz-Abschnittkommando Mitte (AOK 5). Se rendeu no dia 9 de Maio de 1945 aos Soviéticos em Courland.

## Comandantes
- Generaloberst Georg von Küchler (4 Novembro 1939 - 16 Janeiro 1942)[2]
- Generaloberst Georg Lindemann (16 Janeiro 1942 - 29 Março 1944)
- General der Artillerie Herbert Loch (29 Março 1944 - 2 Setembro 1944)
- General der Infanterie Ehrenfried Böge (5 Setembro 1944 - 8 Maio 1945)

## Chiefs of Staff
- Generalmajor Erich Marcks (4 Novembro 1939 - 10 Dezembro 1940)[2]
- Generalmajor Wilhelm Hasse (10 Dezembro 1940 - 19 Janeiro 1941)
- Generalmajor Dr. Ing. h.c. Kurt Waeger (19 Janeiro 1941 - 17 Novembro 1942)
- Generalmajor Hans Speth (24 Novembro 1942 - 1 Dezembro 1943)
- Generalmajor Friedrich Foertsch (1 Dezembro 1943 - 25 Janeiro 1945)
- Oberst Wilhelm Hetzel (25 Janeiro 1945 - 5 Março 1945)
- Generalmajor Ernst Merk (5 Março 1945 - 8 Maio 1945)

## Oficiais de Operações
- Oberst Arthur Schmidt (5 Novembro 1939 - 1 Outubro 1940)[2]
- Oberstleutnant Mauritz Freiherr von Strachwitz (1 Outubro 1940 - 31 Dezembro 1941)
- Generalmajor Dr. Ing. h.c. Kurt Waeger (1 Janeiro 1942 - 1 Fevereiro 1942)
- Oberstleutnant Hans Recke (1 Fevereiro 1942 - 15 Julho 1942)
- Oberst Friedrich Foertsch (15 Julho 1942 - 1 Dezembro 1943)
- Oberstleutnant Willi Dalichow (1 Dezembro 1943 - 1 Fevereiro 1944)
- Oberst Hans Starke (1 Fevereiro 1944 - 8 Maio 1945)

## Ordem de Batalha
21 de Dezembro de 1940
- XXVI Corpo de Exército
- 291ª Divisão de Infantaria
- 217ª Divisão de Infantaria
- 161ª Divisão de Infantaria
- XVI Corpo de Exército
- 1ª Divisão Panzer
- 6ª Divisão Panzer
- I Corpo de Exército
- 1ª Divisão de Infantaria
- 21ª Divisão de Infantaria
- 32ª Divisão de Infantaria

3 de Setembro de 1941
À disposição do 18º Exército
- 254ª Divisão de Infantaria
- XXXVIII Corpo de Exército
- 1ª Divisão de Infantaria
- 58ª Divisão de Infantaria
- XXVI Corpo de Exército
- 291ª Divisão de Infantaria
- 93ª Divisão de Infantaria
- XXXXVII Corpo de Exército
- 61ª Divisão de Infantaria
- 217ª Divisão de Infantaria
- Gruppe Friedrich

2 de Janeiro de 1942
À disposição do 18º Exército
- 8ª Divisão Panzer (maior parte)
- 12ª Divisão Panzer
- 1 Abteilung Panzer-Regiment 203
- SS-Infanterie-Regiment 9
- I Corpo de Exército
- 254ª Divisão de Infantaria
- 21ª Divisão de Infantaria
- 11ª Divisão de Infantaria
- 291ª Divisão de Infantaria
- XXVIII Corpo de Exército
- 269ª Divisão de Infantaria
- 223ª Divisão de Infantaria
- 227ª Divisão de Infantaria
- 1ª Divisão de Infantaria
- 96ª Divisão de Infantaria
- L Corpo de Exército
- 122ª Divisão de Infantaria
- 8ª Divisão Panzer (parte)
- 121ª Divisão de Infantaria
- Polizei-Division
- 58ª Divisão de Infantaria
- XXVI Corpo de Exército
- 212ª Divisão de Infantaria
- 93ª Divisão de Infantaria
- 217ª Divisão de Infantaria

22 de Abril de 1942
À disposição do 18º Exército
- 12ª Divisão Panzer
- Stab 5. Gebirgs-Division
- XXXVIII Corpo de Exército
- 250ª Divisão de Infantaria (Espanha)
- 126ª Divisão de Infantaria
- 2. SS-Infanterie-Brigade (mot)
- 20ª Divisão de Infantaria (mot.) (parte)
- Stab + 285. Sicherungs-Division (part)
- 58ª Divisão de Infantaria
- I Corpo de Exército
- Gruppe Endres = Stab 212ª Divisão de Infantaria
- Gruppe Knieß = Stab 215ª Divisão de Infantaria
- Gruppe Sponheimer (11ª Divisão de Infantaria + 21ª Divisão de Infantaria)
- 254ª Divisão de Infantaria
- 215ª Divisão de Infantaria
- 61ª Divisão de Infantaria + Brigade Risse
- 291ª Divisão de Infantaria
- 21ª Divisão de Infantaria
- 11ª Divisão de Infantaria
- Gruppe von Basse (Stab 225ª Divisão de Infantaria)
- 1 Abteilung Panzer-Regiment 203
- 81ª Divisão de Infantaria (parte)
- SS-Infanterie-Regiment 9
- Stab + 20ª Divisão de Infantaria (mot.)(maior parte)
- 12ª Divisão Panzer (parte)
- 1/3 121ª Divisão de Infantaria
- 223ª Divisão de Infantaria (parte)
- Gruppe Wünnenberg (SS-Polizei-Division (most))
- ½ 212ª Divisão de Infantaria
- 1/3 122ª Divisão de Infantaria
- 1/3 93ª Divisão de Infantaria
- 1/3 96ª Divisão de Infantaria
- 207. Sicherungs-Division (parte)
- 1/3 217ª Divisão de Infantaria
- 1ª Divisão de Infantaria (parte)
- ½ Fallschirmjäger-Regiment 2
- XXVIII Corpo de Exército
- 269ª Divisão de Infantaria
- 223ª Divisão de Infantaria (maior parte)
- 227ª Divisão de Infantaria
- 1ª Divisão de Infantaria (maior parte)
- 2/3 96ª Divisão de Infantaria
- 1/3 225ª Divisão de Infantaria
- 207. Sicherungs-Division (parte)
- 212ª Divisão de Infantaria (parte)
- V. (Wach)/Leibstandarte SS Adolf Hitler
- Polizei-Bataillone
- ½ 5. Gebirgs-Division
- L Corpo de Exército (with Gruppe Jeckeln & Unter-Gruppe Neidholdt)
- Stab + 1/3 121ª Divisão de Infantaria
- SS-Freiwilligen-Legion Norwegen
- 1/3 385ª Divisão de Infantaria
- Polizei-Bataillone
- 285. Sicherungs-Division (parte)
- XXVI Corpo de Exército
- Stab + 93ª Divisão de Infantaria (parte)
- Stab + 217ª Divisão de Infantaria (parte)

15 de Novembro de 1942
À disposição do 18º Exército
- 9. Luftwaffen-Feld-Division
- 69ª Divisão de Infantaria
- XXXVIII Corpo de Exército
- 20ª Divisão de Infantaria (mot.)
- 212ª Divisão de Infantaria
- 2/3 254ª Divisão de Infantaria
- 1. Luftwaffen-Feld-Division
- I Corpo de Exército
- 28. Jäger-Division + 1/3 254ª Divisão de Infantaria + 5. Gebirgs-Division (part)
- 1ª Divisão de Infantaria
- XXVIII Corpo de Exército
- 21ª Divisão de Infantaria
- 217ª Divisão de Infantaria
- 11ª Divisão de Infantaria
- 61ª Divisão de Infantaria
- 132ª Divisão de Infantaria
- 121ª Divisão de Infantaria
- XXVI Corpo de Exército
- 223ª Divisão de Infantaria + 285. Sicherungs-Division (parte)
- 24ª Divisão de Infantaria + 1/3 385ª Divisão de Infantaria
- 227ª Divisão de Infantaria + 207. Sicherungs-Division (parte)
- 96ª Divisão de Infantaria
- LIV Corpo de Exército
- 170ª Divisão de Infantaria
- 5. Gebirgs-Division (most)
- SS-Polizei-Division
- 250ª Divisão de Infantaria (Espanha)
- L Corpo de Exército
- 215ª Divisão de Infantaria
- 2/3 225ª Divisão de Infantaria
- 58ª Divisão de Infantaria
- 2. SS-Infanterie-Brigade (mot)

7 de Julho de 1943
À disposição do 18º Exército
- 121ª Divisão de Infantaria
- 28. Jäger-Division
- XXXVIII Corpo de Exército
- 1. Luftwaffen-Feld-Division
- 217ª Divisão de Infantaria
- Latvian SS-Freiwilligen-Brigade
- I Corpo de Exército
- 13. Luftwaffen-Feld-Division
- 227ª Divisão de Infantaria
- XXVIII Corpo de Exército
- 96ª Divisão de Infantaria
- 61ª Divisão de Infantaria
- 81ª Divisão de Infantaria
- 12. Luftwaffen-Feld-Division
- 225ª Divisão de Infantaria
- 132ª Divisão de Infantaria
- XXVI Corpo de Exército
- 212ª Divisão de Infantaria
- 1ª Divisão de Infantaria
- 11ª Divisão de Infantaria
- 69ª Divisão de Infantaria
- 290ª Divisão de Infantaria
- 23ª Divisão de Infantaria
- 5. Gebirgs-Division
- LIV Corpo de Exército
- 21ª Divisão de Infantaria
- 24ª Divisão de Infantaria
- 254ª Divisão de Infantaria
- SS-Polizei-Division
- 58ª Divisão de Infantaria
- L Corpo de Exército
- 250ª Divisão de Infantaria (Espanha)
- 170ª Divisão de Infantaria
- 215ª Divisão de Infantaria
- III. Luftwaffen-Feldkorps
- 9. Luftwaffen-Feld-Division
- 10. Luftwaffen-Feld-Division

20 de Novembro de 1943
- XXXVIII Corpo de Exército
- 1. Feld-Division (L)
- 28. Jäger-Division
- 23ª Divisão de Infantaria
- Latvian SS-Freiwilligen-Brigade (2. SS-Infanterie-Brigade)
- XXVIII Corpo de Exército
- 13. Feld-Division (L)
- 21ª Divisão de Infantaria
- 96ª Divisão de Infantaria
- 12. Feld-Division (L)
- 1ª Divisão de Infantaria
- 121ª Divisão de Infantaria
- XXVI Corpo de Exército
- 212ª Divisão de Infantaria
- 5. Gebirgs-Division
- 254ª Divisão de Infantaria
- 227ª Divisão de Infantaria
- 61ª Divisão de Infantaria
- LIV Corpo de Exército
- 225ª Divisão de Infantaria
- Kampfgruppe SS-Polizei-Division
- 24ª Divisão de Infantaria
- 11ª Divisão de Infantaria
- L Corpo de Exército
- 215ª Divisão de Infantaria
- 170ª Divisão de Infantaria
- 126ª Divisão de Infantaria
- 9. Feld-Division (L)
- 10. Feld-Division (L)

26 de Dezembro de 1943
À disposição do 18º Exército
- SS-Brigade “Nederland”
- XXXVIII Corpo de Exército
- 1. Feld-Division (L)
- 28. Jäger-Division
- Latvian SS-Freiwilligen-Brigade (2. SS-Infanterie-Brigade)
- XXVIII Corpo de Exército
- 13. Feld-Division (L)
- 21ª Divisão de Infantaria
- 96ª Divisão de Infantaria (maior parte)
- 12. Feld-Division (L)
- 121ª Divisão de Infantaria + Spanische Legion + 96ª Divisão de Infantaria (parte)
- XXVI Corpo de Exército
- 212ª Divisão de Infantaria
- 254ª Divisão de Infantaria
- 227ª Divisão de Infantaria
- 61ª Divisão de Infantaria
- LIV Corpo de Exército
- 225ª Divisão de Infantaria
- 24ª Divisão de Infantaria
- 11ª Divisão de Infantaria
- L Corpo de Exército
- 215ª Divisão de Infantaria
- 170ª Divisão de Infantaria
- 126ª Divisão de Infantaria
- III. (germ.) SS-Panzerkorps
- 9. Feld-Division (L)
- 10. Feld-Division (L)
- SS-Panzergrenadier-Division “Nordland”
- Kampfgruppe SS-Polizei-Division

15 de Abril de 1944
- XXXVIII Corpo de Exército
- 21. Feld-Division (L)
- 212ª Divisão de Infantaria
- 121ª Divisão de Infantaria
- XXVIII Corpo de Exército
- 30ª Divisão de Infantaria
- 21ª Divisão de Infantaria
- 32ª Divisão de Infantaria
- 215ª Divisão de Infantaria (maior parte) + 207. Sicherungs-Division (parte) + 126ª Divisão de Infantaria (parte)
- 126ª Divisão de Infantaria (maior parte) + 215ª Divisão de Infantaria (parte)
- 12. Feld-Division (L)
- 207. Sicherungs-Division (part)
- Gruppe Generalmajor Gothsche: (207. Sicherungs-Division (part) + Estonian *Grenzschutz-Regiment 1), Stab 207. Sicherungs-Division (207. Sicherungs-Division (part) + *Estonian Grenzschutz-Regiment 4)
- VI. Waffen-Armeekorps der SS (lettisches)
- 69ª Divisão de Infantaria + 285. Sicherungs-Division (parte)
- 19. Waffen-Grenadier-Division der SS (lettische Nr. 2) + Kampfgruppe SS-Polizei-Division
- Kampfgruppe 83ª Divisão de Infantaria (maior parte)

15 de Junho de 1944
À disposição do 18º Exército
- 215ª Divisão de Infantaria
- Division z.b.V. 300 + Estonian Grenzschutz-Regimenter 1 & 4
- 207. Sicherungs-Division + Estonian Grenzschutz-Regiment 5
- XXXVIII Corpo de Exército
- 21. Feld-Division (L)
- 32ª Divisão de Infantaria
- 131ª Divisão de Infantaria
- XXVIII Corpo de Exército
- 30ª Divisão de Infantaria
- 21ª Divisão de Infantaria
- 212ª Divisão de Infantaria
- 126ª Divisão de Infantaria
- 12. Feld-Division (L)

15 de Julho de 1944
À disposição do 18º Exército
- Estonian Grenzschutz-Regiment 4
- Gruppe General Wegener (L. Armeekorps)
- Sperr Bataillon XXXVIII.
- Gruppe Oberführer Streckenbach: 15. Waffen-Grenadier Division der SS (lettische Nr. 1) (restos) + 69ª Divisão de Infantaria (parte) + 23ª Divisão de Infantaria (parte)
- 93ª Divisão de Infantaria
- 126ª Divisão de Infantaria (parte)
- 19. Waffen-Grenadier-Division der SS (lettische Nr. 2)
- 218ª Divisão de Infantaria
- Sperr Bataillon XXVIII.
- XXXVIII Corpo de Exército
- 83ª Divisão de Infantaria
- 21. Feld-Division (L)
- 32ª Divisão de Infantaria
- 121ª Divisão de Infantaria
- XXVIII Corpo de Exército
- 30ª Divisão de Infantaria
- 21ª Divisão de Infantaria (maior parte)
- Gruppe Generalmajor Hoefer: 21ª Divisão de Infantaria (parte) + 12. Feld-Division (L) (parte)
- 12. Feld-Division (L) (maior parte)

15 de Agosto de 1944
- Gruppe General Wegener (L. Armeekorps)
- Kampfgruppe 329ª Divisão de Infantaria (parte)
- 32ª Divisão de Infantaria
- 263ª Divisão de Infantaria
- Kampfgruppe 227ª Divisão de Infantaria
- X Corpo de Exército (subordinado ao Gruppe General Wegener)
- 389ª Divisão de Infantaria
- 24ª Divisão de Infantaria
- Kampfgruppe 329ª Divisão de Infantaria (maior parte)
- Kampfgruppe 329ª Divisão de Infantaria (parte)
- VI. Waffen-Armeekorps der SS (lettisches)
- Gruppe Oberst Streckenbach: 15. Waffen-Grenadier Division der SS (lettische Nr. 1) (restos) + 19. Waffen-Grenadier-Division der SS (lettische Nr. 2) (restos)
- 126ª Divisão de Infantaria
- 218ª Divisão de Infantaria
- XXXVIII Corpo de Exército
- Kampfgruppe 83ª Divisão de Infantaria
- 21. Feld-Division (L) (most)
- Kampfgruppe 121ª Divisão de Infantaria
- 122ª Divisão de Infantaria (maior parte)
- Gruppe Obergruppenführer Jeckeln + Kampfgruppe 21. Feld-Division (L)
- II Corpo de Exército
- 31. Grenadier-Division (maior parte)
- Gruppe von Below + 61ª Divisão de Infantaria (parte)
- 87ª Divisão de Infantaria
- 31. Grenadier-Division (parte)
- Gruppe Mahn
- 31. Grenadier-Division (parte)
- XXVIII. Armeekorps
- Kampfgruppe 21ª Divisão de Infantaria (maior parte)
- Kampfgruppe 30ª Divisão de Infantaria
- Kampfgruppe 21. Feld-Division (L) (part)
- Kampfgruppe 12. Feld-Division (L) (most)

28 de Setembro de 1944
À disposição do 18º Exército
- 23ª Divisão de Infantaria
- 21ª Divisão de Infantaria
- 20. Waffen-Grenadier-Division der SS (estnische Nr. 1)
- 31. Grenadier-Division
- Kampfgruppe 30ª Divisão de Infantaria
- 218ª Divisão de Infantaria
- Division z.b.V. 300
- X Corpo de Exército
- Kampfgruppe 24ª Divisão de Infantaria
- 32ª Divisão de Infantaria
- Kampfgruppe 132ª Divisão de Infantaria
- Kampfgruppe 121ª Divisão de Infantaria
- Kampfgruppe 329ª Divisão de Infantaria
- VI. Waffen-Armeekorps der SS (lettisches)
- 122ª Divisão de Infantaria
- 126ª Divisão de Infantaria
- 19. Waffen-Grenadier-Division der SS (lettische Nr. 2)
- XXXVIII Corpo de Exército
- 83ª Divisão de Infantaria
- 21. Feld-Division (L)
- Kampfgruppe 227ª Divisão de Infantaria
- Kampfgruppe 61ª Divisão de Infantaria
- II Corpo de Exército
- 12. Feld-Division (L)
- 563. Grenadier-Division
- Kampfgruppe 87ª Divisão de Infantaria + 207. Sicherungs-Division (restos)

13 de Outubro de 1944
- I Corpo de Exército
- 126ª Divisão de Infantaria
- 11ª Divisão de Infantaria
- X Corpo de Exército
- 14ª Divisão Panzer
- 30ª Divisão de Infantaria
- XXXIX Corpo Panzer
- 61ª Divisão de Infantaria
- 12ª Divisão de Infantaria
- 4ª Divisão Panzer
- 225ª Divisão de Infantaria

31 de Dezembro de 1944
À disposição do 18º Exército
- Stab 52. Sicherungs-Division
- X Corpo de Exército
- 132ª Divisão de Infantaria
- 87ª Divisão de Infantaria
- 30ª Divisão de Infantaria
- III. (germ.) SS-Panzerkorps
- SS-Freiwilligen-Panzergrenadier-Brigade “Nederland”
- 11. SS-Freiwilligen-Panzergrenadier-Division “Nordland”
- 121ª Divisão de Infantaria
- II Corpo de Exército
- 263ª Divisão de Infantaria
- 126ª Divisão de Infantaria
- 14ª Divisão Panzer
- 31. Volksgrenadier Division
- I Corpo de Exército
- 563. Volksgrenadier Division
- 218ª Divisão de Infantaria
- 11ª Divisão de Infantaria
- 32ª Divisão de Infantaria
- 225ª Divisão de Infantaria

1 de Março de 1945
À disposição do 18º Exército
- Festungskommandant Libau (Stab 52. Sicherungs-Division)
- Kampfgruppe 121ª Divisão de Infantaria
- 14ª Divisão Panzer
- 12ª Divisão Panzer
- X Corpo de Exército
- Kampfgruppe 126ª Divisão de Infantaria
- 87ª Divisão de Infantaria
- 30ª Divisão de Infantaria
- 12. Feld-Division (L)
- I Corpo de Exército
- 218ª Divisão de Infantaria
- 132ª Divisão de Infantaria
- L Corpo de Exército
- 205ª Divisão de Infantaria
- 225ª Divisão de Infantaria
- 11ª Divisão de Infantaria
- II Corpo de Exército
- 263ª Divisão de Infantaria
- 563. VolksGrenadier Division
- Kampfgruppe 290ª Divisão de Infantaria

12 de Abril de 1945
À disposição do 18º Exército
- Festungskommandant Libau (Stab 52. Sicherungs-Division)
- 14ª Divisão Panzer
- X Corpo de Exército
- Gruppe Oberst von Gise
- 121ª Divisão de Infantaria
- 30ª Divisão de Infantaria
- I Corpo de Exército
- 132ª Divisão de Infantaria
- 225ª Divisão de Infantaria
- II Corpo de Exército
- 87ª Divisão de Infantaria
- 263ª Divisão de Infantaria
- 126ª Divisão de Infantaria
- 563. VolksGrenadier Division
- L Corpo de Exército
- 290ª Divisão de Infantaria
- 11ª Divisão de Infantaria